# Pastel invertido
La tarta invertida o pastel invertido es un pastel que se hornea «al revés» en un molde, con sus coberturas en el fondo del mismo. Cuando se retira del horno, la preparación se voltea y se desmolda sobre un plato para servir, «enderezándola» y sirviéndola con la parte correcta hacia arriba.
Por lo general las frutas picadas o en rodajas, como manzanas, cerezas, melocotones o piñas, la mantequilla y el azúcar se colocan en el fondo de la sartén antes de verter la masa, de modo que formen una cobertura horneada después de que el pastel esté volteado. Se puede usar una masa de pastel de budín de cabaña simple.
Las primeras recetas americanas de pastel al revés, con ciruelas pasas, aparecieron en los periódicos en 1923.
Las preparaciones tradicionales de pasteles al revés incluyen la torta invertida de piña estadounidense, la Tarte Tatin francesa, y el bolo de ananás brasileño o portugués (también conocido como bolo de abacaxi). En los Estados Unidos, los pasteles al revés de piña se hicieron populares a mediados de la década de 1920 después de que Dole Pineapple Company patrocinara un concurso de recetas de piña. Recibieron más de 2.500 presentaciones diferentes para el pastel de piña invertida y publicaron un anuncio al respecto, lo que aumentó la popularidad del pastel.

## Galería

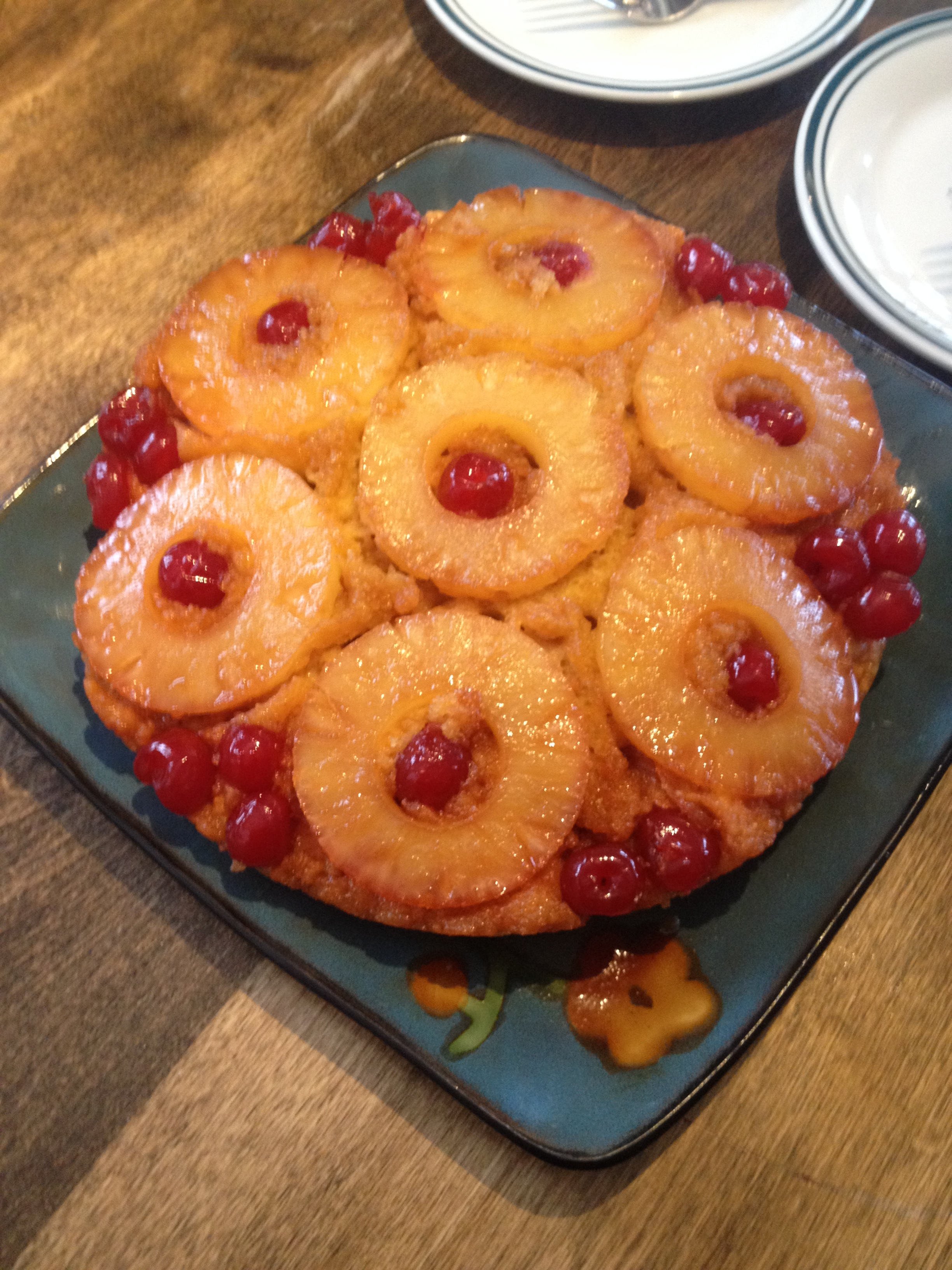
Torta invertida de piña americana
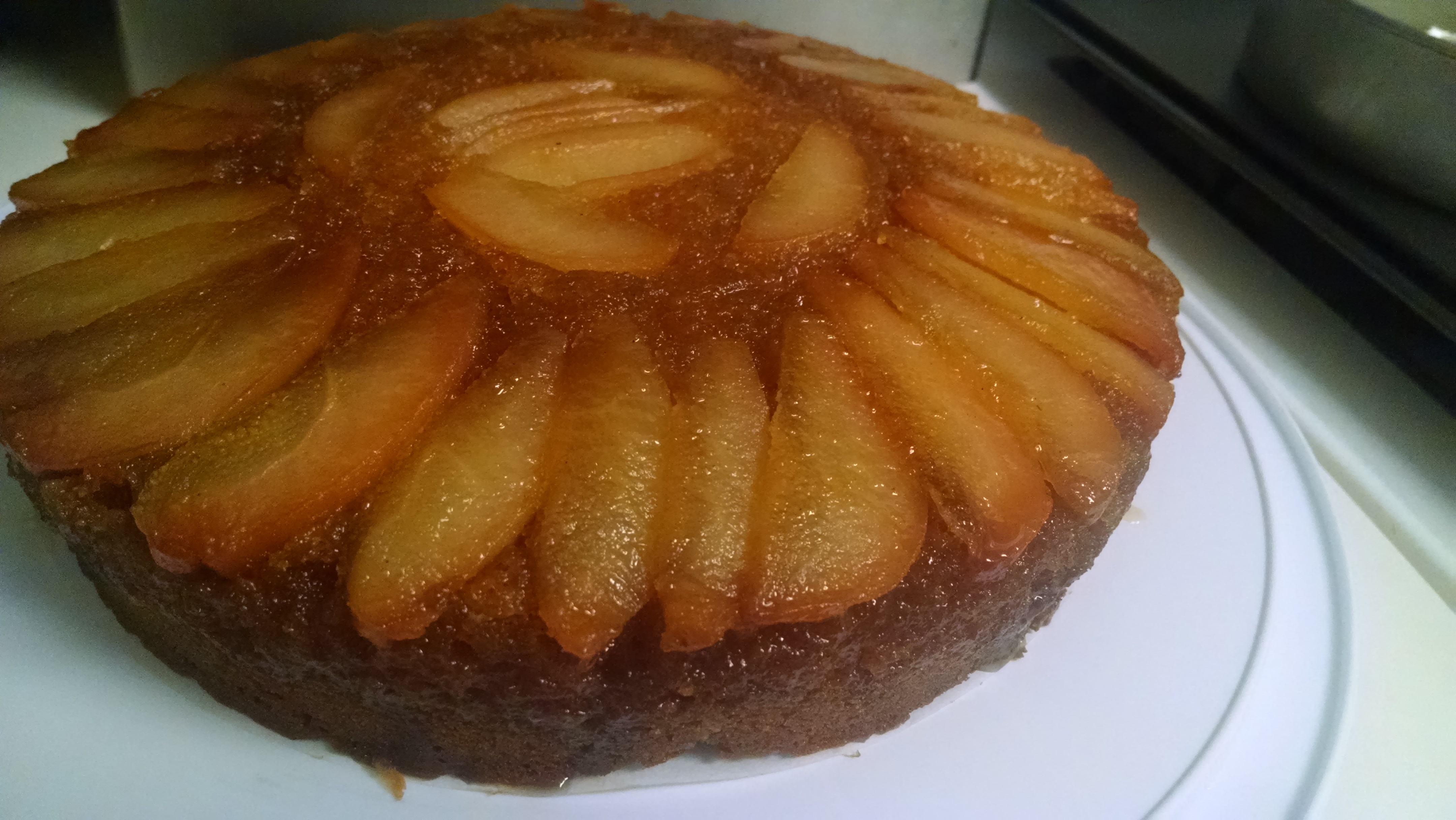
Pastel invertido de pera
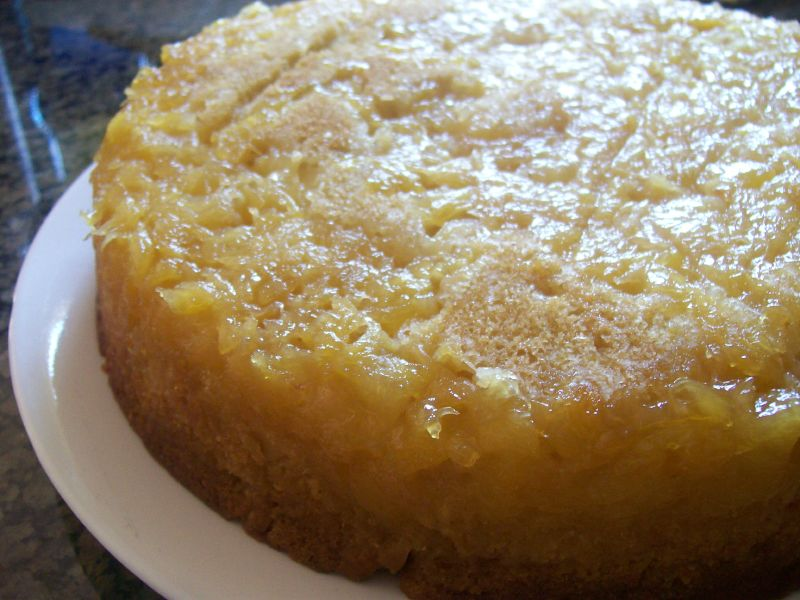
Piña triturada
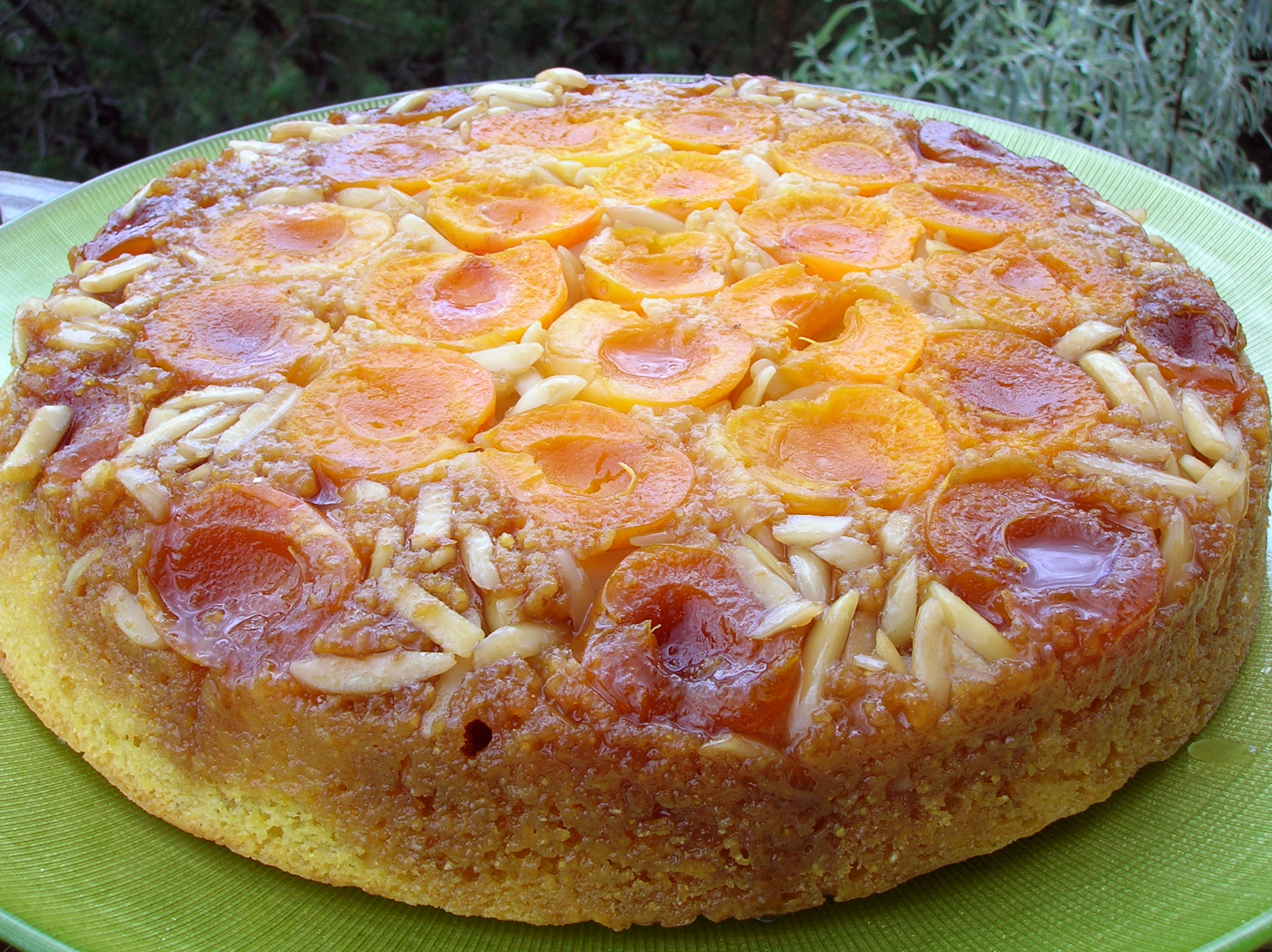
Albaricoque y harina de maíz